# هاريسون (نيوجيرسي)
هاريسون (بالإنجليزية: Harrison, New Jersey) هي بلدة تقع بمقاطعة هدسون، نيو جيرسي، الولايات المتحدة. وهي إحدى ضواحي مدينة نيوآرك القريبة، نيو جيرسي.
اعتبارا من تعداد الولايات المتحدة لعام 2010، كان عدد سكان هاريسون 13،620، مما يعكس انخفاضا قدره 804 (5.6 %) من 14،424 الذين تم حسابهم في تعداد عام 2000، والتي زادت بدورها بنسبة 999 (+7.4 %) من 13،425 عدت في تعداد عام 1990.

## التركيبة السكانية
حدّد مكتب تعداد الولايات المتحدة بيانات التركيبة السكانية لهاريسون في تعداد الولايات المتحدة. في ما يلي، التركيبة السكانية حسب تعدادي 2000 و2010.

### تعداد عام 2000
بلغ عدد سكان هاريسون 14,424 نسمة بحسب تعداد عام 2000، وبلغ عدد الأسر 5,136 أسرة وعدد العائلات 3,638 عائلة مقيمة في البلدة. في حين سجلت الكثافة السكانية 4,193 نسمة لكل كيلومتر مربع (10,859.8/ميل2). وبلغ عدد الوحدات السكنية 5,254 وحدة بمتوسط كثافة قدره 1,527.3 لكل كيلومتر مربع (3,955.7/ميل2).
وتوزع التركيب العرقي للبلدة بنسبة 66.10% من البيض و0.98% من الأمريكيين الأفارقة و0.40% من الأمريكيين الأصليين و11.89% من الأمريكيين ذوي الأصول الآسيوية و0.03% من سكان جزر المحيط الهادئ و15.96% من الأعراق الأخرى و4.65% من عرقين مختلطين أو أكثر و36.97% من الهسبانيون أو اللاتينيون من أي عرق.
بلغ عدد الأسر 5,136 أسرة كانت نسبة 36.7% منها لديها أطفال تحت سن الثامنة عشر تعيش معهم، وبلغت نسبة الأزواج القاطنين مع بعضهم البعض 49.8% من أصل المجموع الكلي للأسر، ونسبة 13.9% من الأسر كان لديها معيلات من الإناث دون وجود شريك، بينما كانت نسبة 7.1% من الأسر لديها معيلون من الذكور دون وجود شريكة وكانت نسبة 29.2% من غير العائلات. تألفت نسبة 22.5% من أصل جميع الأسر من عدة أفراد يعيشون في نفس المنزل ونسبة 8.7% كانت تتألف من شخص يعيش بمفرده يبلغ من العمر 65 عاماً أو أكثر. وبلغ متوسط حجم الأسرة المعيشية 2.81، أما متوسط حجم العائلات فبلغ 3.27.
بلغ العمر الوسطي للسكان 34.1 عاماً. وكانت نسبة 21.5% من القاطنين تحت سن الثامنة عشر، وكانت نسبة 10.6% بين الثامنة عشر والرابعة والعشرين عاماً، ونسبة 36.7% كانت واقعةً في الفئة العمرية ما بين الخامسة والعشرين والرابعة والأربعين عاماً، ونسبة 20.8% كانت ما بين الخامسة والأربعين والرابعة والستين، ونسبة 10.2% كانت ضمن فئة الخامسة والستين عاماً فما فوق. يوجد لكل 100 أنثى 104.0 ذكر، ويوجد لكل 100 أنثى في الثامنة عشر من عمرها فما فوق 101.2 ذكر.
بلغ متوسط دخل الأسرة في البلدة 41,350 دولارًا، أما متوسط دخل العائلة فبلغ 48,489 دولارًا. وكان متوسط دخل الذكور 33,069 دولارًا مقابل 26,858 دولارًا للإناث. وسجل دخل الفرد الخاص بالبلدة 18,490 دولارًا. وكانت نسبة 10.1% من العائلات ونسبة 12.4% من السكان تحت خط الفقر، وكان من هؤلاء نسبة 15.5% تحت سن الثامنة عشر ونسبة 10.8% في الخامسة والستين من العمر وما فوق.

### تعداد عام 2010
بلغ عدد سكان هاريسون 13,620 نسمة بحسب تعداد عام 2010، وبلغ عدد الأسر 4,869 أسرة وعدد العائلات 3,260 عائلة مقيمة في البلدة. في حين سجلت الكثافة السكانية 3,959.3 نسمة لكل كيلومتر مربع (10,254.5/ميل2). وبلغ عدد الوحدات السكنية 5,228 وحدة بمتوسط كثافة قدره 1,519.8 لكل كيلومتر مربع (3,936.3/ميل2).
وتوزع التركيب العرقي للبلدة بنسبة 58.30% من البيض و2.18% من الأمريكيين الأفارقة و0.56% من الأمريكيين الأصليين و16.28% من الأمريكيين ذوي الأصول الآسيوية و0.01% من سكان جزر المحيط الهادئ و18.48% من الأعراق الأخرى و4.19% من عرقين مختلطين أو أكثر و44.18% من الهسبانيون أو اللاتينيون من أي عرق.
بلغ عدد الأسر 4,869 أسرة كانت نسبة 34.9% منها لديها أطفال تحت سن الثامنة عشر تعيش معهم، وبلغت نسبة الأزواج القاطنين مع بعضهم البعض 44.2% من أصل المجموع الكلي للأسر، ونسبة 15% من الأسر كان لديها معيلات من الإناث دون وجود شريك، بينما كانت نسبة 7.8% من الأسر لديها معيلون من الذكور دون وجود شريكة وكانت نسبة 33% من غير العائلات. تألفت نسبة 22.1% من أصل جميع الأسر من عدة أفراد يعيشون في نفس المنزل ونسبة 7.8% كانت تتألف من شخص يعيش بمفرده يبلغ من العمر 65 عاماً أو أكثر. وبلغ متوسط حجم الأسرة المعيشية 2.80، أما متوسط حجم العائلات فبلغ 3.23.
بلغ العمر الوسطي للسكان 34.0 عاماً. وكانت نسبة 20.8% من القاطنين تحت سن الثامنة عشر، وكانت نسبة 10.9% بين الثامنة عشر والرابعة والعشرين عاماً، ونسبة 35% كانت واقعةً في الفئة العمرية ما بين الخامسة والعشرين والرابعة والأربعين عاماً، ونسبة 24% كانت ما بين الخامسة والأربعين والرابعة والستين، ونسبة 9.3% كانت ضمن فئة الخامسة والستين عاماً فما فوق. وتوزع التركيب الجنسي للسكان بنسبة 51.4% ذكور و48.6% إناث.

## أعلام
- صموئيل روبن
- مارتي كافناغ
- صموئيل تايلور دارلينغ
- باتريك ماكجيجان
- بيفرلي كيني
- راي لوكاس

## وصلات خارجية
- الموقع الرسمي